# افشین مقدم (ترانه‌سرا)
عادل گلکار مقدم معروف به افشین مقدم (زادهٔ ۲۷ مرداد ۱۳۵۴، چالوس) شاعر و ترانه‌سرای ایرانی است. او هم‌اکنون در زمینه برگزاری کارگاه ترانه فعال است.

## زندگی‌‌‌نامه
وی فارغ‌التحصیل رشتهٔ حقوق از دانشگاه آزاد چالوس است و از سال ۱۳۷۸ ترانه سرایی را شروع کرده‌است. سال ۱۳۸۲ نخستین ترانه‌اش به مناسبت روز جانباز با نام «دلاور» و با صدای خشایار اعتمادی از صدا و سیما پخش شد.
در دی ماه ۱۳۹۱، افشین مقدم به همراه چند نفر از اهالی موسیقی، به اتهام همکاری با خوانندگان لس آنجلسی بازداشت شدند.
ترانۀ «الکی» در سال ۱۳۸۸ انتشار یافت و در سال ۱۳۸۹ از طرف بینندگان شبکه من و تو رتبه نخست را پیدا کرد و جزو صد ترانۀ ماندگار فارسی در یکی دیگر از برنامه‌های همین شبکه قرار گرفت. ترانۀ «همدم» او نیز اسفند ۱۳۸۹ منتشر شد و در سال ۱۳۹۰ رتبۀ سوم بهترین ترانه‌ها از دید بینندگان من و تو را از آن خود کرد.
در سال ۱۳۹۷ کتاب مجموعه ترانۀ «جان جوانی» از او توسط انتشارات نگاه عرضه شد که شامل ترانه‌های اجرا شده و اجرا نشدۀ او است.

## آثار
از او ترانه‌ها و اشعار متعددی به انتشار رسیده‌است که توسط خوانندگانی چون ابی، معین، سیاوش قمیشی، عارف، شاهین نجفی، علی زند وکیلی، علیرضا عصار، خشایار اعتمادی، نیما مسیحا، مانی رهنما، آوا بهرام و چند خواننده‌ی دیگر اجرا شده‌است.

### ترانه‌شناسی
| نام ترانه                                         | خواننده                    | آهنگساز        | تنظیم کننده                                 |
| ------------------------------------------------- | -------------------------- | -------------- | ------------------------------------------- |
| جان جوانی                                         | ابی                        | علیرضا افکاری  | محمد ناهیدی                                 |
| بی اعتنا                                          | ابی                        | علیرضا افکاری  | زرتشت                                       |
| این آخرین باره                                    | ابی                        | علیرضا افکاری  | منوچهر چشم‌آذر                               |
| حبس                                               | ابی                        | علیرضا افکاری  | منوچهر چشم‌آذر                               |
| بهت گفتم                                          | ابی                        | علیرضا افکاری  | منوچهر چشم‌آذر                               |
| یه مردی                                           | ابی                        | علیرضا افکاری  | منوچهر چشم‌آذر                               |
| به سلامتیت                                        | ابی                        | میلاد پرقوه    | اشکان دباغ                                  |
| خدا باماست                                        | ابی                        | شوبرت آواکیان  | شوبرت آواکیان                               |
| پلک                                               | ابی                        | شوبرت آواکیان  | شوبرت آواکیان                               |
| تصمیم                                             | ابی                        | شوبرت آواکیان  | شوبرت آواکیان                               |
| الکی                                              | سیاوش قمیشی                | سیاوش قمیشی    | خشایار احمدیه                               |
| عاشقونه                                           | عارف                       | حسن شماعی‌زاده  | تیگران ساکیان                               |
| عشق                                               | عارف                       | فرزین قره‌گزلو  | فرزین قره‌گزلو                               |
| کی بهتر از تو (همراه با مونا برزویی)              | عارف                       | رحمت علی اف    | سینا سالک                                   |
| پیش‌مرگ                                            | عارف                       | حامد حنیفی     | حامد حنیفی                                  |
| سرزمین مادری                                      | عارف                       | وحید پویان     | سعید زمانی                                  |
| همدم                                              | معین                       | علیرضا افکاری  | علیرضا افکاری                               |
| مردم                                              | معین                       | علیرضا افکاری  | علیرضا افکاری                               |
| دوراهی                                            | معین                       | بابک زرین      | بابک زرین                                   |
| درد شخصی                                          | شاهین نجفی                 | شاهین نجفی     | بابک خزایی                                  |
| آه سرد                                            | علی زند وکیلی              | علیرضا افکاری  | علیرضا افکاری                               |
| لالایی                                            | علی زند وکیلی              | علیرضا افکاری  | سعید زمانی                                  |
| جدایی                                             | علی زند وکیلی              | علیرضا افکاری  | سعید زمانی                                  |
| روز واقعه                                         | علی زند وکیلی              | علیرضا افکاری  | علیرضا افکاری                               |
| اتفاق (تیتراژ سریال شاید برای شما هم اتفاق بیفتد) | نیما مسیحا                 | فواد حجازی     | فؤاد حجازی                                  |
| یه لحظه از تو                                     | نیما مسیحا                 | علیرضا افکاری  | علیرضا افکاری                               |
| بی قرار                                           | نیما مسیحا                 | علیرضا افکاری  | سعید زمانی                                  |
| پایان حرفات                                       | نیما مسیحا                 | علیرضا افکاری  | آرمین رستگار                                |
| زیبای خواب آلود                                   | سینا سرلک                  | علیرضا افکاری  | سعید زمانی                                  |
| دختر گل فروش                                      | سینا سرلک                  | سعید رضایی     | سعید رضایی                                  |
| سهم من                                            | علیرضا عصار                | علیرضا عصار    | فؤاد حجازی                                  |
| روایت حق                                          | علیرضا عصار                | فؤاد حجازی     | فؤاد حجازی                                  |
| آفرین                                             | علیرضا عصار                | اشکان دباغ     | اشکان دباغ                                  |
| چشای تو                                           | علیرضا عصار                | وحید پویان     | سعید زمانی                                  |
| چه سلامی                                          | مانی رهنما                 | مانی رهنما     | نیکان ابراهیمی                              |
| دیوار                                             | مانی رهنما                 | علیرضا افکاری  | علیرضا افکاری                               |
| از من عاشق‌تر نیست                                 | مانی رهنما                 | مانی رهنما     | بهروز پایگان                                |
| زخم‌های ماندگار                                    | علیرضا عصار                | فؤاد حجازی     | فواد حجازی                                  |
| بغض                                               | علیرضا عصار                | علیرضا عصار    | شهرداد روحانی با همراهی ارکستر سمفونیک لندن |
| پلاک                                              | علیرضا عصار                | فؤاد حجازی     | فواد حجازی                                  |
| صفر مرزی                                          | علیرضا عصار                | فؤاد حجازی     | فواد حجازی                                  |
| صاحبدل                                            | حسام لرنژاد                | فؤاد حجازی     | فواد حجازی                                  |
| ستاره سهیل (ترانۀ تیتراژ سریال ستاره سهیل)        | محمد اصفهانی               | فؤاد حجازی     | فواد حجازی                                  |
| بیگانه                                            | خشایار اعتمادی             | مرتضی شفیع     | مرتضی شفیع                                  |
| هدف                                               | خشایار اعتمادی             | علیرضا افکاری  | علیرضا افکاری                               |
| نمی‌دونی و نمی‌دونم                                 | خشایار اعتمادی و رضا صادقی | علیرضا افکاری  | آرون حسینی                                  |
| فقط از من بخواه                                   | خشایار اعتمادی             | علیرضا افکاری  | علیرضا افکاری                               |
| شکنجه‌های زندگی                                    | خشایار اعتمادی             | علیرضا عصار    | فواد حجازی                                  |
| نفس                                               | علیرضا عصار                | علیرضا عصار    | فواد حجازی                                  |
| بیا تکلیفو روشن کن                                | علیرضا عصار                | علیرضا عصار    | فواد حجازی                                  |
| نفس                                               | آوا بهرام                  | بابک زرین      | راشا تقی پور                                |
| خدا حفظت کنه                                      | شهرام صولتی                | شهیاد          | شهیاد                                       |
| ناخودآگاه                                         | لیلی                       | فرزین قره‌گزلو  | فرزین قره‌گزلو                               |
| اعتراف                                            | آینه                       | علیرضا افکاری  | علیرضا افکاری                               |
| منو باور کن                                       | کوروش ذوالقدر              | علیرضا افکاری  | علیرضا افکاری                               |
| افتخار منی                                        | مجیدرضا                    | علیرضا افکاری  | علیرضا افکاری                               |
| افسوس                                             | مجیدرضا                    | فرزین قره‌گزلو  | فرزین قره‌گزلو                               |
| ماه من                                            | مجیدرضا                    | محسن خلیلیان   | محسن خلیلیان                                |
| ترکم نکن                                          | مجیدرضا                    | انوشیروان تقوی | انوشیروان تقوی                              |
| غرورم شکست                                        | مجیدرضا                    | فرزین قره‌گزلو  | فرزین قره‌گزلو                               |
| خوشم بی تو                                        | مجیدرضا                    | نیکان ابراهیمی | نیکان ابراهیمی                              |
| از چشم تو می‌بینم                                  | مجیدرضا                    | فرزین قره‌گزلو  | فرزین قره‌گزلو                               |
| کسی جز تو                                         | مجیدرضا                    | تورج شعبانخانی | فرزین قره‌گزلو                               |
| ساده                                              | ارکیده                     | فرخ اعتمادی    | گروه dejavu band                            |
| پدر                                               | برنا غیاث                  | علیرضا افکاری  | علیرضا افکاری                               |